# هوارد ألبرت
هوارد ألبرت (بالإنجليزية: Howard Albert)‏ هو موسيقي وملحن وفنان أمريكي، ولد في 1911، وتوفي في 2004.